# Street Dreams (album de Fabolous)
Pour l’article homonyme, voir Street Dreams.
Albums de Fabolous
Ghetto Fabolous
(2001) Real Talk
(2004)
Singles
1. This Is My Party
Sortie : 8 octobre 2002
2. Can't Let You Go
Sortie : 27 mai 2003
3. Into You
Sortie : 15 juillet 2003

Street Dreams est le deuxième album studio de Fabolous, sorti le 4 mars 2003.
L'album s'est classé 3e au Billboard 200 et au Top R&B/Hip-Hop Albums et a été certifié disque de platine par la Recording Industry Association of America (RIAA) le 22 septembre 2003 avec plus d'un million d'exemplaires vendus aux États-Unis.
L'opus comporte de nombreuses collaborations, notamment Snoop Dogg, Missy Elliott et Ashanti pour le single Into You.

## Liste des titres
| No  | Titre                                                                        | Auteur                                               | Contient un (des) sample(s) de                               | Durée |
| --- | ---------------------------------------------------------------------------- | ---------------------------------------------------- | ------------------------------------------------------------ | ----- |
| 1.  | Intro (Produit par DJ Clue)                                                  |                                                      |                                                              | 0:17  |
| 2.  | Not Give a Fuck (Produit par Rick Rock)                                      | J. Jackson, R. Rock                                  |                                                              | 3:18  |
| 3.  | Damn (Produit par Trackmasters)                                              | J. Jackson, S. Barnes, J.C. Olivier                  |                                                              | 3:24  |
| 4.  | Call Me (Produit par Trackmasters)                                           | J. Jackson, S. Barnes, J.C. Olivier, D. Myers        | In a Sentimental Mood de Duke Ellington et John Coltrane     | 3:44  |
| 5.  | Can't Let You Go (featuring Lil' Mo et Mike Shorey – Produit par Just Blaze) | J. Jackson, C. Loving, J. Smith                      |                                                              | 3:43  |
| 6.  | Bad Bitch (Produit par Precision)                                            | J. Jackson, L. Gates                                 |                                                              | 3:37  |
| 7.  | Why Wouldn't I (featuring Paul Cain – Produit par Omen)                      | J. Jackson, P. Cain, S. Brown                        |                                                              | 4:58  |
| 8.  | Up On Things (featuring Snoop Dogg – Produit par DJ Clue et DURO)            | J. Jackson, E. Shaw, K. Ifill                        |                                                              | 3:42  |
| 9.  | Sickalicious (featuring Missy Elliott – Produit par Timbaland)               | J. Jackson, M. Elliott, C. Elliot                    | Going Back to Cali de The Notorious B.I.G.                   | 4:03  |
| 10. | This Is My Party (Produit par Linx et Mr. Fingaz)                            | J. Jackson, T. Gaye                                  | It's My Party de Lesley Gore                                 | 4:32  |
| 11. | Into You (featuring Ashanti – Produit par DJ Clue et DURO)                   | J. Jackson, T.Kelley, B. Robinson, E. Shaw, K. Ifill | So Into You de Tamia                                         | 4:34  |
| 12. | Change You or Change Me (Produit par Omen)                                   | J. Jackson, S. Brown                                 |                                                              | 4:31  |
| 13. | Respect (Produit par LZ)                                                     | J. Jackson, L. Reeves                                |                                                              | 4:09  |
| 14. | Forgive Me Father (Produit par Linx et Mr. Fingaz)                           | J. Jackson, L. Gaye                                  |                                                              | 4:20  |
| 15. | Never Duplicated (Produit par Madd Phunk)                                    | J. Jackson, K. Wilkins, G. Harmon                    |                                                              | 4:00  |
| 16. | My Life (featuring Mary J. Blige – Produit par Kanye West)                   | J. Jackson, K. West                                  | Pride and Vanity des Ohio Players Very Special de Debra Laws | 4:24  |

| 17. | Throw Back (Produit par DJ Clue et DURO)                                                                    | J. Jackson, E. Shaw, K. Ifill                              |                                                           | 3:45 |
| 18. | Keepin It Gangsta (Remix) (featuring Styles P, Jadakiss, M.O.P. et Paul Cain – Produit par DJ Clue et DURO) | J. Jackson, J. Grinnage, E. Murray, D. Styles, J. Phillips |                                                           | 5:09 |
| 19. | Trade It All (Part 2) (featuring Diddy et Jagged Edge – Produit par DJ Clue et DURO)                        | J. Jackson, B. Casey, C. Hawkins, E. Shaw, K. Ifill        | Who Shot Ya? de The Notorious B.I.G. featuring Puff Daddy | 4:34 |
| 20. | Into You (Remix) (featuring Tamia – Produit par DJ Clue et DURO)                                            | J. Jackson, E. Shaw, K. Ifill                              |                                                           | 4:54 |